# Amphibolurus norrisi
Amphibolurus norrisi — вид ігуаноподібних ящірок родини агамових (Agamidae). Ендемік Австралії.

## Поширення і екологія
Amphibolurus norrisi мешкають на південному заході Західної Австралії, на півдні Південної Австралії та на заході Вікторії, на узбережжі Великої Австралійської затоки. Вони живуть на пустищах маллі та в чагарниках. Живляться комахами та іншими безхребетними.